# ジェフ・ゴールドブラム
ジェフ・ゴールドブラム（Jeff Goldblum, 本名: Jeffrey Lynn Goldblum, 1952年10月22日 - ）は、アメリカ合衆国の俳優。身長194cm。英語での本来の発音は「ゴールドブルーム」に近い。

## 来歴
1952年10月22日にペンシルベニア州ピッツバーグに誕生する。17歳で俳優を志してニューヨークに引っ越し、ネイバーフッド・プレイハウスで演技を学び、比較的すぐブロードウェイデビューを果たす。1974年に端役で映画デビューしたが、彼の舞台を見たロバート・アルトマンにスカウトされ、監督の『ナッシュビル』に出演して本格的に映画俳優としてキャリアをスタートさせた。

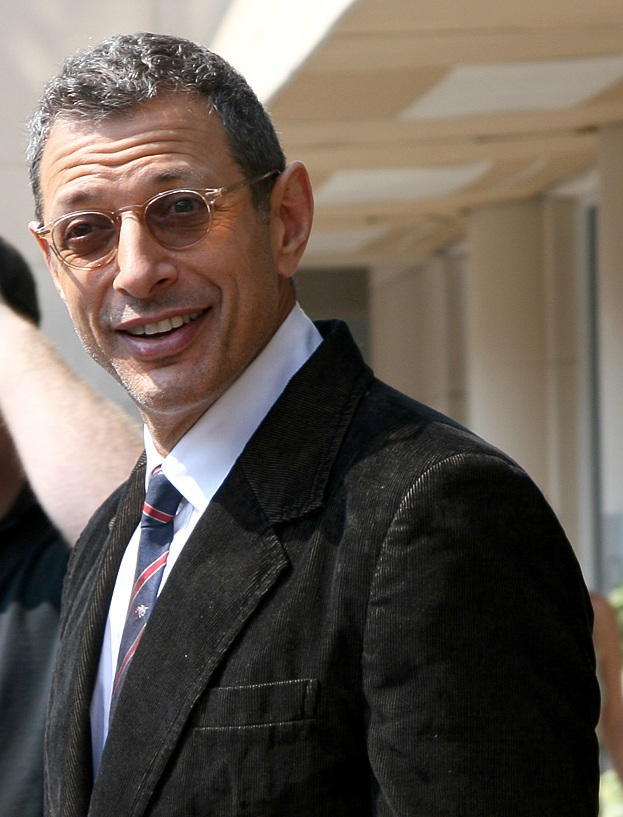
2007年、トロント国際映画祭でのゴールドブラム

1986年に『ザ・フライ』でハエと合体してしまう科学者セスを演じて注目され、以後『ジュラシック・パーク』『インデペンデンス・デイ』でもアウトローな科学者・技術者役を演じている。『ジュラシック・パーク』シリーズは1作目から6作目まで3作目と4作目を除いてマルコム博士役で出演している。
1995年には短編映画『Little Surprises』を制作し、アカデミー短編映画賞にノミネートされた。
過去にAppleのTVCMに出演し、日本でも放映されたほか、1997年には京都のハイテク・メーカー、ロームの企業キャラクターも務めた。
ブロードウェイの舞台にも立っている。

### プライベート
1987年に『ボクの彼女は地球人』『ザ・フライ』で共演したジーナ・デイヴィスと結婚したが、後に離婚。『ジュラシック・パーク』で共演したローラ・ダーンとも交際し婚約したが、後に解消した。
2014年、元オリンピック新体操選手のエミリー・リヴィングストンと結婚。2015年に第1子となる男児が誕生。
ジャズバンド「The Mildred Snitzer Orchestra」を俳優のピーター・ウェラーと共に結成し、地元で演奏することもあるという。
2017年には第二子が誕生。

## 主な出演作品

### 映画
| 年   | 題名                                                                                             | 役名                                   | 備考                                          | 吹替                                        |
| ---- | ------------------------------------------------------------------------------------------------ | -------------------------------------- | --------------------------------------------- | ------------------------------------------- |
| 1974 | 狼よさらば Death Wish                                                                            | チンピラの一人                         |                                               | 玄田哲章                                    |
| 1974 | ジャックポット California Split                                                                  | ロイド・ハリス                         | 日本劇場未公開                                |                                             |
| 1975 | ナッシュビル Nashville                                                                           | 三輪車の男                             |                                               |                                             |
| 1976 | グリニッチ・ビレッジの青春 Next Stop, Greenwich Village                                          | クロイド・バクスター                   |                                               |                                             |
| 1976 | セント・アイブス St. Ives                                                                        | Hood #3                                |                                               |                                             |
| 1976 | スペシャル・デリバリー Special Delivery                                                          | Snake                                  | 日本劇場未公開                                |                                             |
| 1977 | センチネル The Sentinel                                                                          | ジャック                               |                                               |                                             |
| 1977 | アニー・ホール Annie Hall                                                                        | パーティのゲスト                       | 村越伊知郎                                    |                                             |
| 1978 | リメンバー・マイ・ネーム Remember My Name                                                        | Mr. Nudd                               | 日本劇場未公開                                |                                             |
| 1978 | SF/ボディ・スナッチャー Invasion of the Body Snatchers                                           | ジャック・ベリチェック                 |                                               | 納谷六朗                                    |
| 1982 | 殺しのリハーサル Rehearsal for Murder                                                            | レオ・ギブス                           | テレビ映画                                    | 三ツ木清隆（NHK版）                         |
| 1983 | 再会の時 The Big Chill                                                                           | マイケル・ゴールド                     |                                               |                                             |
| 1983 | ライトスタッフ The Right Stuff                                                                   | アメリカ航空宇宙局の職員               |                                               |                                             |
| 1984 | バカルー・バンザイの8次元ギャラクシー The Adventures of Buckaroo Banzai Across the 8th Dimension | ニュージャージー                       | 日本劇場未公開                                | 谷口節                                      |
| 1984 | 眠れぬ夜のために Into the Night                                                                  | エド                                   |                                               | 宮本充                                      |
| 1985 | シルバラード Silverado                                                                           | スリック                               | 大滝進矢（フジテレビ版） 大須賀隼人（配信版） |                                             |
| 1985 | 突撃バンパイア・レポーター/トランシルバニア6-5000 Transylvania 6-5000                            | ジャック・ハリソン                     | 日本劇場未公開                                |                                             |
| 1986 | ザ・フライ The Fly                                                                               | セス・ブランドル                       |                                               | 津嘉山正種                                  |
| 1986 | ニューヨーカーの青い鳥 Beyond Therapy                                                            | ブルース                               |                                               |                                             |
| 1988 | バイブス秘宝の謎 Vibes                                                                           | ニック                                 |                                               |                                             |
| 1989 | ボクの彼女は地球人 Earth Girls Are Easy                                                          | マック                                 | 井上和彦（VHS版）                             |                                             |
| 1989 | 彼女がステキな理由 The Tall Guy                                                                  | デクスター・キング                     | 屋良有作（VHS版）                             |                                             |
| 1989 | 禁断のつぼみ El sueño del mono loco                                                              | ダニエル                               |                                               |                                             |
| 1990 | ミスターフロスト Mister Frost                                                                    | ミスター・フロスト                     | 谷口節                                        |                                             |
| 1990 | 仕組まれた男 Framed                                                                              | ウィリー                               | テレビ映画                                    |                                             |
| 1991 | 美女と時計とアブナイお願い The Favour, the Watch and the Very Big Fish                           | ピアニスト                             | 日本劇場未公開                                |                                             |
| 1992 | 海辺の殺人者 Fathers & Sons                                                                      | マックス                               | 日本劇場未公開                                |                                             |
| 1992 | ディープ・カバー Deep Cover                                                                      | デヴィッド・ジェイソン                 |                                               |                                             |
| 1992 | ザ・プレイヤー The Player                                                                        | 本人役                                 | カメオ出演                                    |                                             |
| 1992 | 愛しのエリザベス Shooting Elizabeth                                                              | ハワード                               | 日本劇場未公開                                |                                             |
| 1993 | ジュラシック・パーク Jurassic Park                                                               | イアン・マルコム博士                   |                                               | 大塚芳忠                                    |
| 1993 | ラッシュ・ライフ Lush Life                                                                       | アル                                   | テレビ映画                                    |                                             |
| 1995 | ハイダウェイ Hideaway                                                                            | ハッチ                                 |                                               | 野沢那智（VHS版）                           |
| 1995 | 9か月 Nine Months                                                                                | ショーン・フレッチャー                 | 谷口節                                        |                                             |
| 1995 | パウダー Powder                                                                                  | ドナルド・リプリー                     | 江原正士                                      |                                             |
| 1996 | ファイト・マネー The Great White Hypey                                                           | ミッチェル・ケイン                     | 日本劇場未公開                                |                                             |
| 1996 | インデペンデンス・デイ Independence Day                                                          | デイヴィッド・レヴィンソン             |                                               | 大塚芳忠（ソフト版） 磯部勉（テレビ朝日版） |
| 1997 | ロスト・ワールド/ジュラシック・パーク The Lost World: Jurassic Park                              | イアン・マルコム博士                   | 大塚芳忠                                      |                                             |
| 1998 | ホーリーマン Holy Man                                                                            | リッキー・ヘイマン                     | 大塚芳忠                                      | 日本劇場未公開                              |
| 1998 | プリンス・オブ・エジプト The Prince of Egypt                                                     | アロン                                 | 声の出演                                      | 田中健                                      |
| 2001 | PERFUME パフューム Perfume                                                                       | ジェイミー                             | 兼製作総指揮 日本劇場未公開                   |                                             |
| 2001 | キャッツ & ドッグス Cats & Dogs                                                                  | ブロディー教授                         |                                               | 大塚芳忠                                    |
| 2002 | 17歳の処方箋 Igby Goes Down                                                                      | D.H.                                   |                                               | 大塚芳忠                                    |
| 2003 | ウォー・ストーリーズ War Stories                                                                 | ベン                                   | テレビ映画                                    | 福田信昭                                    |
| 2004 | ライフ・アクアティック The Life Aquatic with Steve Zissou                                        | アリステア・ヘネシー                   |                                               | 金尾哲夫                                    |
| 2005 | ロスト・ストーリー Stories of Lost Souls                                                         | 本人役                                 | 日本劇場未公開                                | 喜多川拓郎                                  |
| 2006 | パラダイス・ロスト Mini's First Time                                                             | マイク                                 |                                               | （吹替版なし）                              |
| 2006 | フェイ・グリム Fay Grim                                                                          | Agent Fulbright                        |                                               |                                             |
| 2006 | ロビン・ウィリアムズのもしも私が大統領だったら… Man of the Year                                  | スチュワート                           | 日本劇場未公開                                | 大塚芳忠                                    |
| 2008 | 囚われのサーカス Adam Resurrected                                                                | アダム・シュタイン                     | 日本劇場未公開                                | YU-GA                                       |
| 2010 | アラフォー女子のベイビー・プラン The Switch                                                      | レオナルド                             | 日本劇場未公開                                | 佳月大人                                    |
| 2010 | 恋とニュースのつくり方 Morning Glory                                                             | ジェリー・バーンズ                     |                                               | 金尾哲夫                                    |
| 2012 | バード・ストーリー Zambezia                                                                      | エイジャックス                         | 声の出演 日本劇場未公開                       | 遠藤航                                      |
| 2013 | ウィークエンドはパリで Le Week-End                                                               | モーガン                               |                                               | （吹替版なし）                              |
| 2014 | グランド・ブダペスト・ホテル The Grand Budapest Hotel                                            | コヴァックス                           | 外谷勝由                                      |                                             |
| 2015 | チャーリー・モルデカイ 華麗なる名画の秘密 Mortdecai                                              | ミルトン・クランプ                     | 大塚芳忠                                      |                                             |
| 2016 | インデペンデンス・デイ: リサージェンス Independence Day: Resurgence                              | デイヴィッド・レヴィンソン             | 大塚芳忠                                      |                                             |
| 2017 | ガーディアンズ・オブ・ギャラクシー:リミックス Guardians of the Galaxy Vol. 2                     | グランドマスター                       | カメオ出演（クレジットなし）                  | （台詞なし）                                |
| 2017 | マイティ・ソー バトルロイヤル Thor: Ragnarok                                                     | グランドマスター                       |                                               | 大塚芳忠                                    |
| 2018 | 犬ヶ島 Isle of Dogs                                                                              | デューク                               | 声の出演                                      | 横島亘                                      |
| 2018 | ジュラシック・ワールド/炎の王国 Jurassic World:Fallen Kingdom                                    | イアン・マルコム博士                   |                                               | 大塚芳忠（劇場公開版、ザ・シネマ版）        |
| 2018 | ホテル・アルテミス 〜犯罪者専門闇病院〜 Hotel Artemis                                            | ナイアガラ / ウルフ・キング            | 日本劇場未公開                                | （吹替版なし）                              |
| 2018 | The Mountain                                                                                     | Dr. Wallace Fiennes                    |                                               | N/A                                         |
| 2021 | ボス・ベイビー ファミリー・ミッション The Boss Baby: Family Business                             | ドクター・アーウィン・アームストロング | 声の出演                                      | 大塚芳忠                                    |
| 2022 | ジュラシック・ワールド/新たなる支配者 Jurassic World: Dominion                                   | イアン・マルコム博士                   |                                               | 大塚芳忠（劇場公開版、ザ・シネマ版）        |
| 2022 | ソー:ラブ&サンダー Thor: Love and Thunder                                                        | グランドマスター                       | 出演シーンカット                              | N/A                                         |
| 2023 | アステロイド・シティ Asteroid City                                                               | エイリアン                             |                                               | 牛山茂                                      |
| 2023 | ボサノヴァ〜撃たれたピアニスト Dispararon al pianista                                            | ジェフ・ハリス                         | 声の出演                                      |                                             |
| 2024 | ウィキッド ふたりの魔女 Wicked                                                                   | オズの魔法使い                         |                                               | 大塚芳忠                                    |
| 2025 | Wicked: For Good                                                                                 | オズの魔法使い                         | ポストプロダクション                          |                                             |

### テレビ
| 年        | 題名                                                                  | 役名                               | 備考                                                                            | 吹替     |
| --------- | --------------------------------------------------------------------- | ---------------------------------- | ------------------------------------------------------------------------------- | -------- |
| 1975      | 刑事コロンボ/ハッサン・サラーの反逆 Columbo/A Case of Immunity        | Protector                          | 領事館前で抗議活動しているメンバーの一人 クレジットなし                         |          |
| 1980      | OH!ハードボイルド Tenspeed and Brown Shoe                             | ライオネル                         | 13エピソードに出演                                                              |          |
| 1985      | フェアリーテール・シアター/三匹の子ブタ Faerie Tale Theatre           | オオカミ                           | 1エピソードに出演                                                               |          |
| 1990      | キャプテン・プラネット Captain Planet and the Planeteers              | Verminous Skumm                    | 声の出演、5エピソードに出演                                                     |          |
| 1993-1997 | サタデー・ナイト・ライブ Saturday Night Live                          | ホスト                             | 2エピソードに出演                                                               | N/A      |
| 1996      | ザ・シンプソンズ The Simpsons                                         | マッカーサー・パーカー             | 声の出演 シーズン7第19話「セルマとトロイと優しい奴ら」                          |          |
| 2002      | キング・オブ・ザ・ヒル King of the Hill                               | ヴェイゾザ博士                     | 声の出演、1エピソードに出演                                                     |          |
| 2003      | フレンズ Friends                                                      | レオナルド・ヘイズ                 | シーズン9第15話「強盗フィービー」                                               | 大塚芳忠 |
| 2005      | ウィル&グレイス Will & Grace                                          | スコット                           | シーズン7、3エピソードに出演                                                    |          |
| 2009-2010 | LAW&ORDER クリミナル・インテント Law & Order: Criminal Intent         | ザッカリー・“ザック”・ニコルズ刑事 | 24エピソードに出演                                                              |          |
| 2012      | glee/グリー Glee                                                      | ハイラム・ベリー                   | シーズン3第13話「バレンタイン・パーティー！」 シーズン3第14話「それぞれの転機」 | 森田順平 |
| 2016      | アンブレイカブル・キミー・シュミット Unbreakable Kimmy Schmidt        | ドクター・デイブ                   | シーズン2第11話「キミー、セレブに会う！」                                       |          |
| 2019-     | ジェフ・ゴールドブラムの世界探求 The World According to Jeff Goldblum | 本人 / 案内役                      | 12エピソードに出演                                                              | 大塚芳忠 |
| 2021-2024 | ホワット・イフ...? What If...?                                        | グランドマスター                   | 声の出演 Disney+オリジナルアニメ                                                | 大塚芳忠 |
| 2024      | KAOS/カオス Kaos                                                      | ゼウス                             | Netflixオリジナルドラマ 8エピソードに出演                                       | 大塚芳忠 |

## 日本語吹き替え
当初、作品ごとに異なる声優が務めていたが、『ジュラシック・パーク』で大塚芳忠が起用されたことがきっかけで、以降は大半の作品で大塚が声を務めるようになった。
このほかにも、谷口節、金尾哲夫、江原正士なども複数回、声を当てている。